# Номарх
Нома́рх (грец. Νομάρχης; νομ-άρχης) — посада управителя нома в елліністичному Єгипті і також прийняте в історіографії назва сановників з тими ж повноваженнями за часів династичного періоду Єгипту. Був представником фараона, а також здійснював контроль і управління адміністративної області. У його повноваження входили збір податків, судові функції, набір і забезпечення військ, господарське адміністрування. У грецькій мові існувало поняття номарх.
В елліністичному Єгипті іноді цим терміном також називалося кероване номархом земельне володіння, що почасти не збігалось з кордонами нома.